# Czarny Bór
Czarny Bór (niem. Schwarzwaldau) – wieś w Polsce położona w województwie dolnośląskim, w powiecie wałbrzyskim, w gminie Czarny Bór.

## Podział administracyjny
W latach 1975–1998 miejscowość administracyjnie należała do województwa wałbrzyskiego. Miejscowość jest siedzibą gminy Czarny Bór.

## Demografia
Według Narodowego Spisu Powszechnego (III 2011 r.) liczył 2171 mieszkańców. Jest największą miejscowością gminy Czarny Bór.

## Położenie
Położona jest w Sudetach Środkowych, na pograniczu Gór Wałbrzyskich i Kamiennych (pasmo Czarnego Lasu i Lesistej), w dolinie Leska (prawego dopływu Bobru) i jego dopływu – Grzędzkiego Potoku. Wieś jest oddalona o 13 km od Wałbrzycha.

## Infrastruktura
Swoją sławę Czarny Bór zyskał dzięki znajdującym się w tej miejscowości Zakładowi Lecznictwa Odwykowego, który jest jedną z 13 placówek stażowych PARPY. Ośrodek jako szpital powstał na terenie poniemieckiego pałacu w latach 60 i został przekształcony w ZLO w roku 2000. Jest to jeden z niewielu ośrodków szkoleniowych lecznictwa uzależnień w Polsce. Ponadto w Czarnym Borze znajduje się szkoła podstawowa i gimnazjum, przedszkole, biblioteka i Centrum Kultury.

## Sport
Istnieją tu kluby sportowe, m.in. Heros Czarny Bór, klub zapaśniczy szkolący kobiety w stylu wolnym. Jego zawodniczką jest Agnieszka Wieszczek, brązowa medalistka z IO w Pekinie w 2008 r.

## Historia
Początki wsi Czarny Bór sięgają XIII wieku. Po raz pierwszy pojawia się w dokumentach w 1364 roku pod nazwą Swarczewalde. W następnych wiekach nazwa ta zmieniała się następująco: Schwartzwaldt (1667), Schwartzwaldau (1743), Schwarzwaldau (1809), Czarnolesie (1945), Czarny Bór (1946).
Były to dobra książęce skupione wokół kaszteli Conroczwalde (Grzędy) i Lybenow (Czarny Bór). Na początku XIV wieku piastowski książę Bernard świdnicki podarował zamek w Czarnym Borze grupie rycerzy, którzy bardzo szybko stali się rozbójnikami, łupiącymi przejeżdżających w okolicy podróżnych. Właścicielem zamku był wówczas rycerz Nickol Bolcze. Rozbójników pokonał dopiero syn Bernarda, książę Bolko II Świdnicki w roku 1355.
Wówczas na zamku Liebenau w Czarnym Borze, którego resztki pozostały w postaci zamkowej wieży, pojawił się czeski ród rycerski. Ponieważ nie jest znane ich nazwisko, dlatego historycy nadali im nazwę Boehm (po niem. Czesi) – nazwisko to było różnie pisane: Boehmen, Boeheim, Beheim, Beheime. Stało się tak, ponieważ te tereny, dotychczas należące do polskich książąt piastowskich, wskutek zapisów spadkobierczych przeszły pod panowanie Królestwa Czech.
W 1410 roku jako właściciel zamku w Czarnym Borze wymieniany jest Peter Zedlitz pochodzący z Maciejowej (k. Jeleniej Góry), który prawdopodobnie kupił tę posiadłość od rodu Boehm. Nie był on jednak długo właścicielem zamku, bo w 1436 roku pojawia się nowy właściciel Menlin Burgult. Ten z kolei 14 lat później, w 1450 roku, sprzedaje posiadłość Czarny Bór Hermanowi von Czettritzowi. W posiadaniu rodziny Czettritzów zamek i wieś były prawie przez następne 400 lat. W 1825 roku właścicielką Czarnego Boru była wdowa – baronowa Ernestyna von Czettritz.
W 1838 roku wieś zmieniła właściciela – nowym nabywcą został hrabia Ottokar von Zedlitz-Neukirch, który w 1851 roku drogą dziedziczenia dobra czarnoborskie przekazał zięciowi Bernardowi Portatiusowi. W rękach tej rodziny majątek pozostawał aż do roku 1945. Zaraz po wojnie wsi nadano nazwę Czarnolesie. Od 1946 roku wieś nosi obecną nazwę – Czarny Bór.

## Zabytki

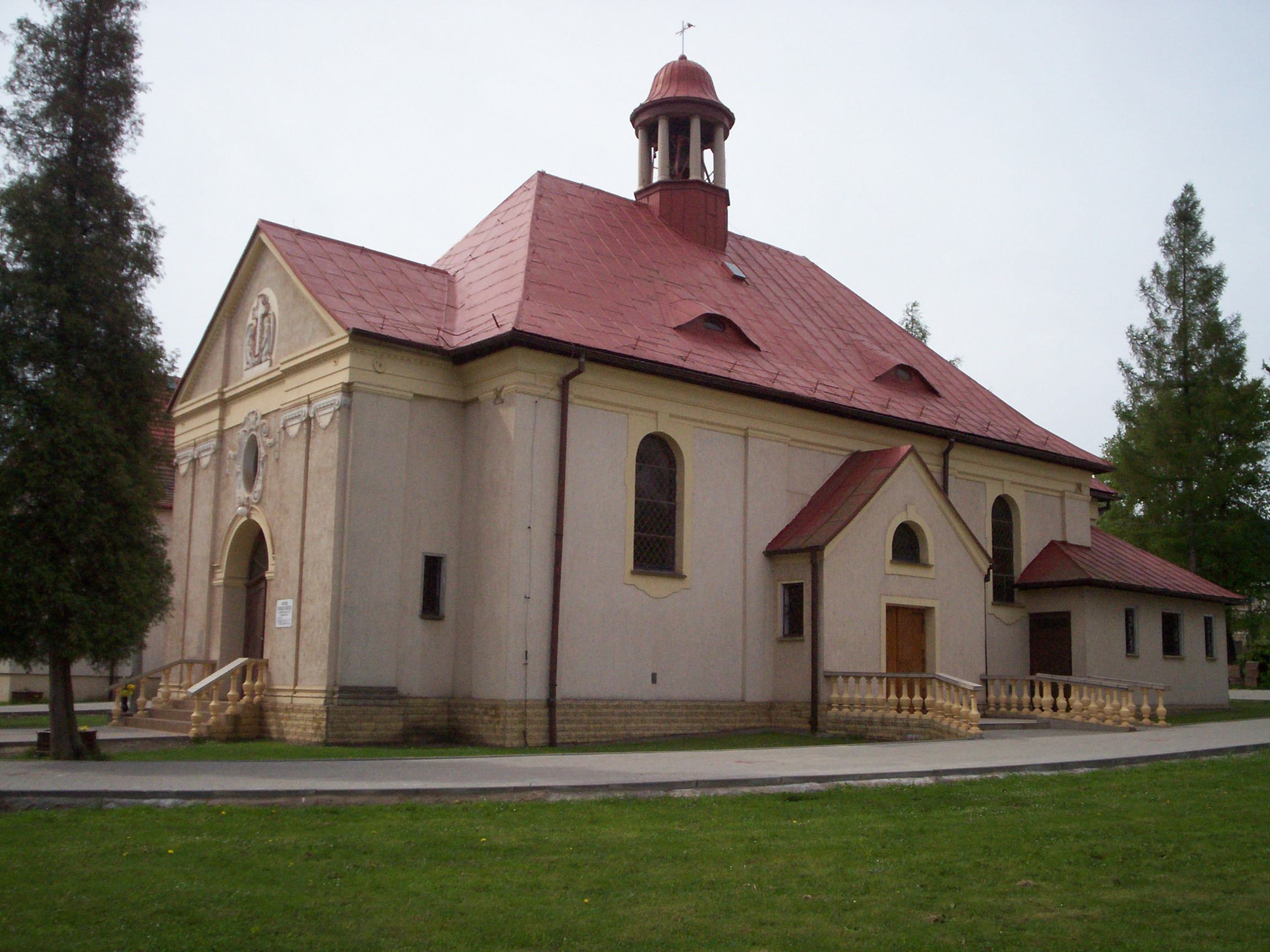
Kościół Najświętszego Serca Pana Jezusa

Do wojewódzkiego rejestru zabytków wpisane są:
- ruiny zamku gotyckiego zbudowanego prawdopodobnie w 1355 roku – XIV w. przez księcia świdnicko-jaworskiego Bolka II Małego; zachowały się fragmenty murów i kolista baszta z granitu. Nie jest znana dokładna data powstania zamku z powodu braku ścisłych historycznych dokumentów. Jednakże na podstawie analizy wydarzeń historycznych można w przybliżeniu określić czas jego powstania, datując to na przełom XIII i XIV wieku, a nie jak to się podaje w wielu publikacjach – połowa XIV wieku. Strzegł on szlaku handlowego prowadzącego z Czech. Wybudowany został na niewielkim „wzgórzu” otoczonym podmokłymi łąkami. Bagna stanowiły jego naturalną ochronę, dodatkowo wokół zamku była wykonana fosa. W połowie wieku XIV zamek stał się zbójnicką siedzibą. Został on odzyskany zbrojnie przez księcia w 1355 roku, o czym wspomina pierwszy zachowany dokument wspominający o zamku. Przez kilkadziesiąt lat zamek zmieniał właścicieli, był niszczony i odbudowywany. Kres jego istnienia położył pożar w 1755 roku. Od tego czasu pozostaje on w ruinie. Do naszych czasów zachowała się tylko część wieży i fragmenty murów. Samo położenie wieży jest nietypowe, gdyż zazwyczaj wieże były budowane na wzgórzach i górach. Ta budowla została wybudowana na podmokłych łąkach w dolinie rzeki Lesk. Obecnie wśród kępy lasu jest mało widoczna z daleka. Czas zrobił już swoje, wieża coraz bardziej się rozpada.
- zespół pałacowy, z XVIII-XIX w.:
  - pałac barokowy z połowy XVIII w.[9], remontowany w XIX w., restaurowany w 1963 r.; obecnie Szpital Leczenia Odwykowego
  - oficyna I
  - oficyna II
  - spichrz, z XVIII w., ul. Parkowa 6
  - starym park, który otacza pałac
    - grobowce rodziny von Portatius, znajdujący się przy ścieżce do stadionu

inne zabytki:
- budynek dawnej gospody z XIX w.
- kościół pw. Najświętszego Serca Pana Jezusa

## Urodzeni w Czarnym Borze
- Karl von Zedlitz – twórca egzaminu maturalnego[10]